# يوكي ناكاي
يوكي ناكاي (باليابانية: 中井祐樹؛ بالكانا: なかい ゆうき) هو فنان قتال مختلط ياباني، ولد في 18 أغسطس 1970 في هوكايدو في اليابان.

## وصلات خارجية
- يوكي ناكاي على موقع شيردوغ (الإنجليزية)
- يوكي ناكاي على موقع IMDb (الإنجليزية)